# Asystasia
Asystasia es un género de plantas con flores perteneciente a la familia Acanthaceae. El género tiene 108 especies descritas que se encuentran en los trópicos.

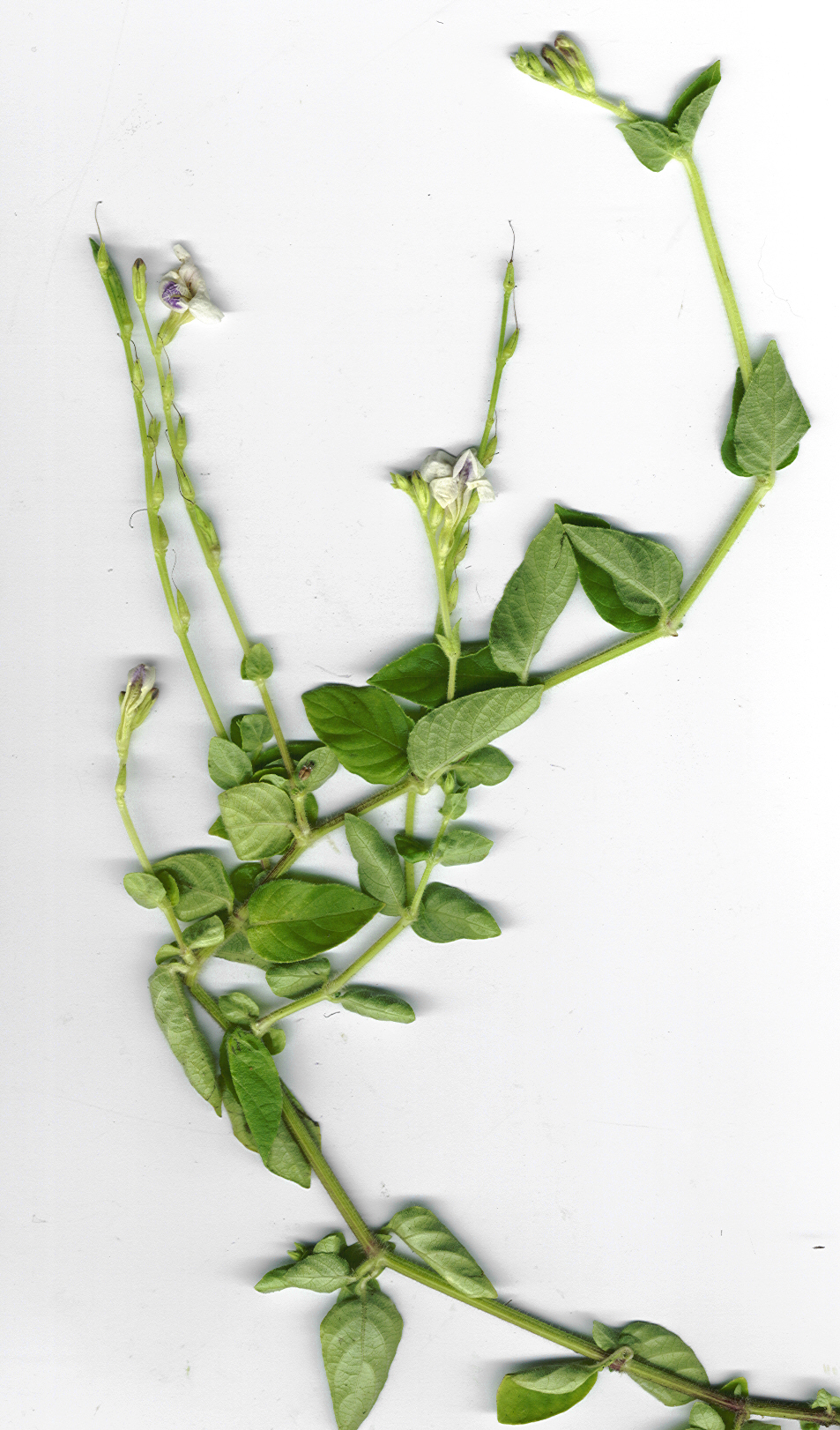
Rama de Asystasia

## Descripción
Son hierbas ascendentes, con un tamaño de hasta  0.3 m de alto; tallos cuadrangulares, pilosos. Hojas ovadas a deltoides, de 3.5–5 cm de largo y 2–2.5 cm de ancho, ápice acuminado, base obtusa a truncada, numerosos cistolitos visibles, envés piloso; pecíolos hasta 11 cm de largo. Inflorescencias en racimos terminales, de hasta 13.5 cm de largo, flores en pedicelos hasta 2 mm de largo, cada una abrazada por 4 bractéolas (o brácteas) en 2 series, lanceoladas, hasta 2 mm de largo, pilosas, flores hasta 40 mm de largo, cáliz y pedicelo pilosos con numerosos tricomas glandulares. Frutos oblongos, hasta 13 mm de largo.

## Taxonomía
El género fue descrito por Carl Ludwig Blume y publicado en Bijdragen tot de flora van Nederlandsch Indië 14: 796. 1826. La especie tipo es: Asystasia intrusa Blume. 

## Especies seleccionadas
- Asystasia africana (S. Moore) C.B. Clarke
- Asystasia albiflora Ensermu
- Asystasia ammophila Ensermu
- Asystasia atriplicifolia Bremek.
- Asystasia bella (Harvey) Benth. et Hook. fil.
- Asystasia bojeriana Nees
- Asystasia buettneri Lindau
- Asystasia calycina Benth.
- Asystasia charmian S.Moore
- Asystasia chalnoides Nees
- Asystasia chinensis S.Moore
- Asystasia comoroensis S.Moore
- Asystasia crispata Benth.
- Asystasia dalzelliana Santapau
- Asystasia decipiens Heine
- Asystasia gangetica (L.) T.Anderson
- Asystasia glandulifera Lindau
- Asystasia hedbergii Ensermu
- Asystasia longituba Lindau
- Asystasia moorei Ensermu
- Asystasia mysorensis (Roth) T.Anderson
- Asystasia neesiana Nees
- Asystasia subbiflora C.B.Clarke
- Asystasia trichotogyne Lindau
- Asystasia vogeliana Benth.